# ロドリゴ・バレーラ
ロドリゴ・バレーラ（Rodrigo Hernán Barrera Funes、1970年10月30日 - ）は、チリの元サッカー選手。元チリ代表。ポジションはフォワード。

## 来歴
1993年にチリ代表デビュー。コパ・アメリカ1993、コパ・アメリカ1995に出場した。また、出場機会は無かったが1998 FIFAワールドカップのメンバーにも選ばれた。チリ代表で22試合に出場、4得点をあげた。

## 代表歴

### 出場大会
- チリ代表
  - 1998 FIFAワールドカップ

### 試合数
- 国際Aマッチ 22試合 5得点（1993年-1998年）[1]

| チリ代表 | 国際Aマッチ | 国際Aマッチ |
| 年       | 出場        | 得点        |
| -------- | ----------- | ----------- |
| 1993     | 5           | 1           |
| 1994     | 5           | 3           |
| 1995     | 2           | 0           |
| 1996     | 0           | 0           |
| 1997     | 3           | 1           |
| 1998     | 7           | 0           |
| 通算     | 22          | 5           |